# Japuraya Alta
Japuraya Alta ist eine Ortschaft im Departamento La Paz auf dem Altiplano des südamerikanischen Anden-Hochgebirges in Bolivien.

## Lage im Nahraum
Japuraya Alta ist der größte Ort des Kanton Ajllata Grande im Municipio Achacachi in der Provinz Omasuyos. Die Ortschaft liegt in einer etwa drei Quadratkilometer großen lokalen Ebene auf einer Höhe von 3902 m im Zentrum der Huata-Halbinsel im Südostteil des Titicacasees, umgeben von Bergen, die bis auf über 4500 Meter aufragen.

## Geographie
Das Klima im Raum Japuraya Alta leitet sich ab aus der Höhenlage auf dem Altiplano und der Nähe zur großen Wasserfläche des Titicacasees, der die Temperaturschwankungen abmildert.
Die Jahresdurchschnittstemperatur liegt bei 11 °C (siehe Klimadiagramm Achacachi), wobei der Monatsdurchschnitt im kältesten Monat (Juli) mit 8 °C nur wenig von den wärmsten Monaten (November bis März) mit 12 °C abweicht. Das Klima ist arid von Juni bis August mit nur sporadischen Niederschlägen und humid in den Sommermonaten, vor allem von Dezember bis März, mit Monatsniederschlägen von teilweise mehr als 100 mm. Der Jahresniederschlag liegt bei etwa 600 mm.

## Verkehrsnetz
Die Ortschaft liegt in einer Entfernung von 108 Straßenkilometern nordwestlich von La Paz, der Hauptstadt des Departamentos.
Von La Paz aus führt die asphaltierte Nationalstraße Ruta 2 in westlicher Richtung nach El Alto und weiter in nordwestlicher Richtung über Vilaque und Palcoco nach Batallas. Von hier führt die Ruta 2 weiter nach Copacabana am Titicacasee, bei Huarina zweigt die Ruta 16 nach Norden ab, die nach Achacachi führt und im weiteren Verlauf entlang der peruanischen Grenze bis ins bolivianische Tiefland führt. Vom Westrand von Achacachi aus führt eine unbefestigte Landstraße in westlicher Richtung in das neun Kilometer entfernte Cachi Lipe, einen Kilometer vor der Ortschaft zweigt eine Landstraße in südwestlicher Richtung nach Japuraya Alta ab.

## Bevölkerung
Die Einwohnerzahl der Ortschaft ist im vergangenen Jahrzehnt leichte angestiegen:
| Jahr | Einwohner         | Quelle       |
| ---- | ----------------- | ------------ |
| 1992 | keine Detaildaten | Volkszählung |
| 2001 | 671               | Volkszählung |
| 2012 | 763               | Volkszählung |
| 2024 |                   | Volkszählung |